# HD 17156
HD 17156 é uma estrela subgigante amarela que está a aproximadamente 255 anos-luz de distância na constelação de Cassiopeia. A magnitude aparente é 8.17, o que significa que ela não é visível a olho-nu, mas pode ser vista através de bons binóculos. A distância do Sol até a estrela é 255.19 anos-luz.
A massa da estrela é 20% mais massiva e 47% maior que o nosso Sol. Baseado na sua magnitude absoluta de 3.70 e tipo espectral G0, pensa-se que a estrela é mais quente que o Sol. Baseado em observações cromosféricas, verificou-se que a sua idade é entre 5.7 e 1.3 bilhões de anos. O tempo de vida total de uma estrela com 1.2 vez a massa do Sol deve ser abaixo de 6.4 bilhões de anos; essa estrela está no último estágio da sequência principal, e seus planetas mais próximos serão, em breve, engolidos.
Baseado em observações espectrais, verificou-se que a estrela é rica em metal, com 74% mais metais que o Sol. A partir de 2008, pensa-se que dois planetas extrasolares, mas somente um foi confirmado.
| Planeta | Massa              | Raio             | Semieixo maior (UA) | Período orbital (dias) | Excentricidade           | Inclinação        |
| ------- | ------------------ | ---------------- | ------------------- | ---------------------- | ------------------------ | ----------------- |
| b       | 3,2350 ± 0,0320 MJ | 1,095 ± 0,020 RJ | 0,162780 ± 0,000760 | 21,2163979 ± 0,0000159 | 0,67030+0,00140 −0,00130 | 86,49+0,24 −0,20° |